# Motore FIAT TwinAir
Il Motore FIAT TwinAir (scritto anche Twin-Air o Twinair), chiamato anche Motore Fiat SGE (acronimo di Small Gasoline Engine), sono una famiglia di motori benzina a quattro tempi e due cilindri progettati dalla Fiat Powertrain Technologies per equipaggiare i modelli di city car del Gruppo Fiat, costruiti in Polonia a Bielsko-Biała a partire dal 2010.

## Descrizione e storia

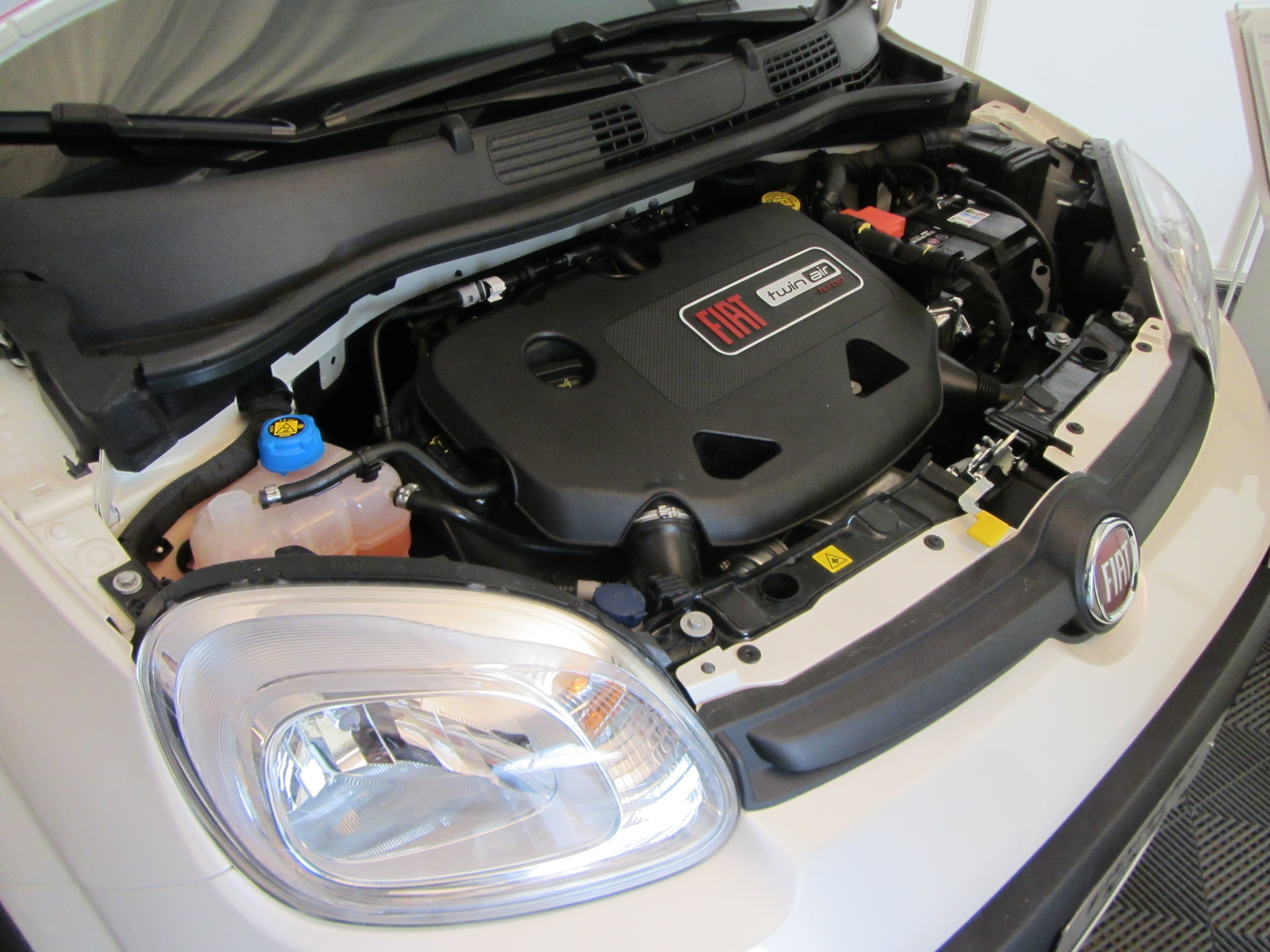
TwinAir su Panda 4x4

È il primo bicilindrico del gruppo FIAT dalla dismissione del motore bicilindrico raffreddato ad aria nato sulla Fiat 500 del 1957 e prodotto, nelle sue varie versioni, fino al 1995 (l'ultima, raffreddata a liquido, equipaggiava anteriormente la Fiat Cinquecento ED, dopo aver spinto anche la 126 BIS nella classica posizione posteriore). 
La prima versione, presentata durante il Salone dell'automobile di Ginevra del 2010 sulla Panda Aria, venne commercializzata come 0.9 Twinair. Il TwinAir è un motore di cilindrata pari a 875 cm³, con distribuzione a quattro valvole per cilindro a iniezione elettronica diretta e sovralimentato mediante turbocompressore con sistema di distribuzione Multiair. Al debutto il motore aveva una potenza massima di 85 cavalli, erogati a 5500 giri al minuto con picco di coppia pari a 145 Nm disponibile a 1900 giri al minuto. Questo propulsore dispone anche di una modalità Eco, la cui attivazione porta a limitare la coppia massima a soli 100 Nm erogati a 1.750 giri al minuto, in modo da ridurre emissioni e consumi.

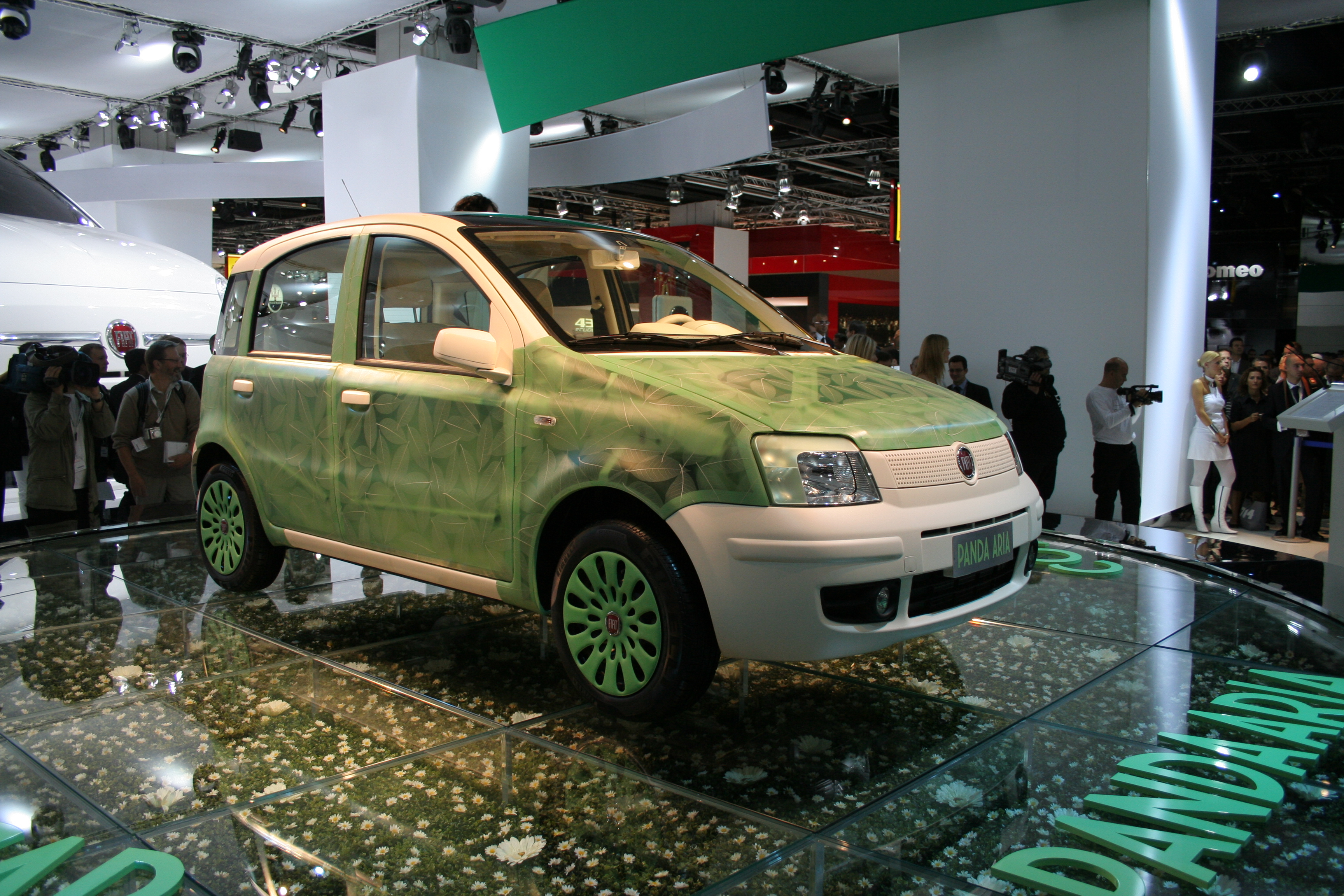
Fiat Panda Aria

Il primo modello a essere equipaggiato con il motore 0.9 Twinair è stata la Fiat 500, seguita dalla seconda serie della Lancia Ypsilon, dalle Fiat Panda, 500L (tutte disponibili anche nella versione alimentata a metano da 80 CV, poi aumentata a 85 cv per Panda e Ypsilon), Punto e dall'Alfa Romeo Mito.

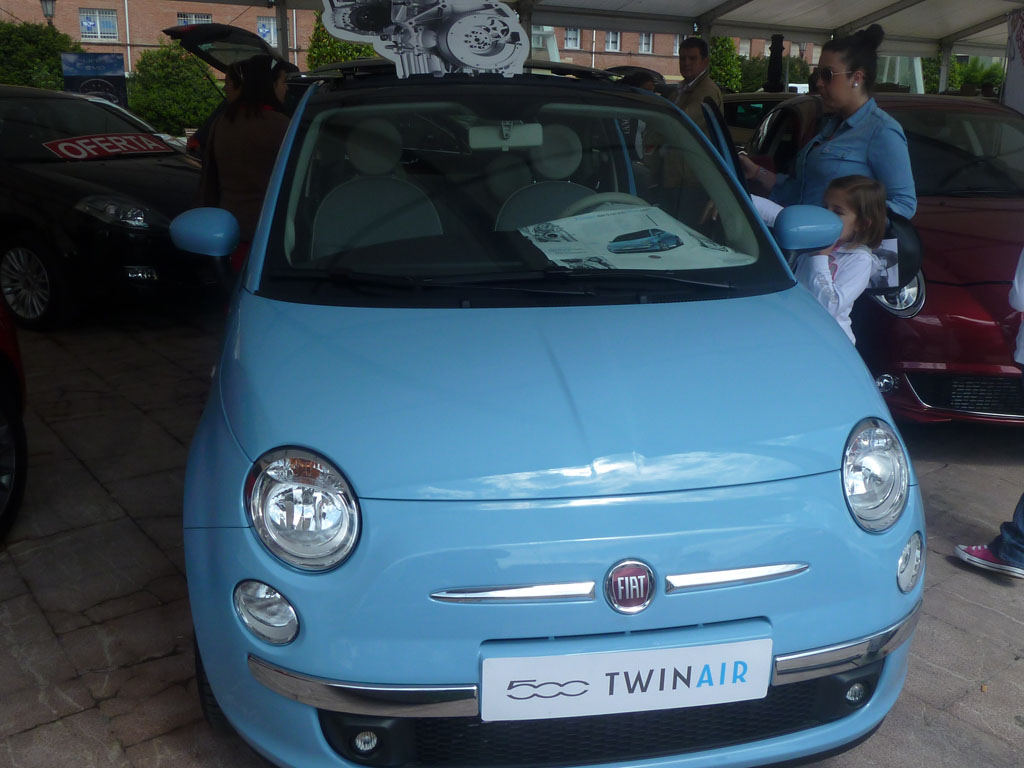
500 è stata la prima vettura di serie a montare il TwinAir

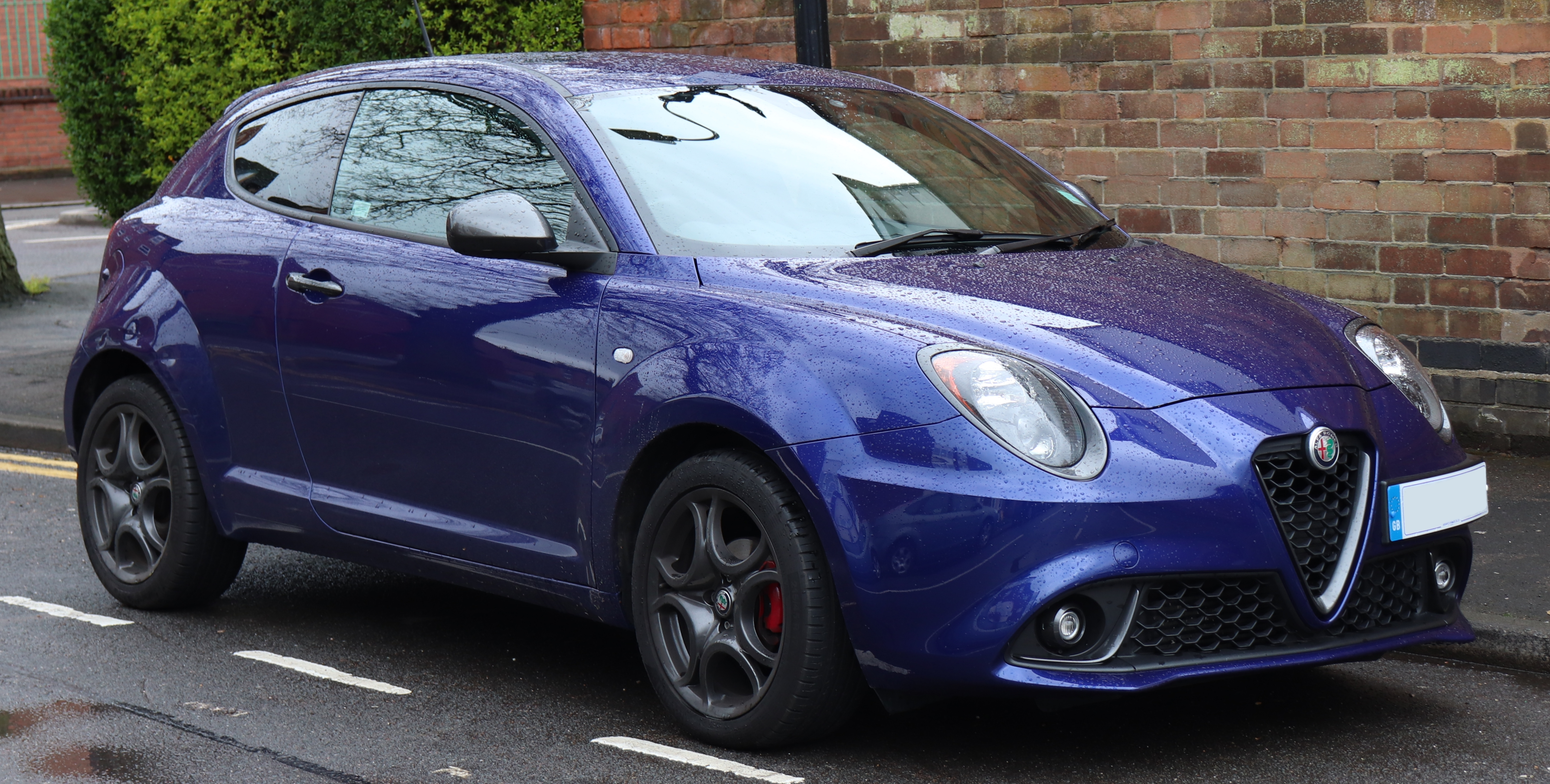
Alfa Romeo Mito Speciale TwinAir da 105 CV; la Mito è stata la prima e unica Alfa a essere alimentata da un bicilindrico

Dal 2013 al 2019 è stata prodotta anche una versione più potente da 105 CV e 145 Nm di coppia sempre turbocompressa, adottata dalle Fiat 500, 500L, Punto e dall'Alfa Romeo Mito.
Mai venduta in Italia, venne commercializzata in alcuni paesi europei la versione aspirata da 964 cm³ e 65 CV e 88 Nm (per Fiat 500 e Panda).
I motori a benzina FIRE di minore cilindrata, che avrebbero dovuto essere sostituiti dai motori SGE, sono invece rimasti in produzione (fino all'anno 2020 per 500 e Panda) e entrambi sono stati tutti sostituiti dal 2021 dai motori FireFly (le cui versioni turbo mantengono la tecnologia Multiair).

## Riconoscimenti
Nell'edizione 2011 del concorso International Engine Of The Year il Twinair è stato eletto:
- International Engine of the Year
- Best New Engine 2011
- Best Green Engine 2011
- Migliore della categoria tra i motori con cilindrata inferiore a 1000 cm³

Nell'edizione 2013 del concorso International Engine Of The Year il Twinair è stato eletto:
- Best Green Engine 2013